# IC 1669
IC 1669 — галактика типу S (спіральна галактика) у сузір'ї Риби.
Цей об'єкт міститься в оригінальній редакції індексного каталогу.